# Olimpijski Konkurs Sztuki i Literatury 1928
Olimpijski Konkurs Sztuki i Literatury 1928, był czwartą edycją konkursu, który odbył się podczas Letnich Igrzysk Olimpijskich 1928 w Amsterdamie.
Od 12 czerwca do 12 sierpnia w Stedelijk Museum pokazano 600 prac z 18 krajów, w tym 86 z Polski. 

## Udział Polski
W 1928 roku Polacy Olimpijskim Konkursie Sztuki i Literatury wystartowali po raz pierwszy. Organizatorem konkursu krajowego była Komisja Sztuki przy Polskim Komitecie Olimpijskim. Wystawę nadesłanych prac zorganizowano w siedzibie Związku Zawodowego Polskich Artystów Plastyków w Warszawie. Jury w składzie: Michał Boruciński, Tadeusz Pruszkowski, Karol Stryjeński, Jan Szczepkowski i Mieczysław Treter spośród zgłoszonych 50 prac wyróżniło obrazy Vlastimila Hofmana Portrety piłkarzy Wisły Kraków, Skok Wacława Piotrowskiego i Wioślarza Ludomira Ślendzińskiego oraz rzeźby Olgi Niewskiej. Na konkurs jury wybrało z nadesłanych 15 prac. Wysłano 86 prac uzupełniając zgłoszenie pracami ze zbiorów muzealnych i prywatnych.  

## Medaliści

### Architektura
| Konkurencja               |                                           |                                                   |                                      |
| ------------------------- | ----------------------------------------- | ------------------------------------------------- | ------------------------------------ |
| Projekty architektoniczne | Jan Wils Stadion Olimpijski w Amsterdamie | Ejnar Mindedal Rasmussen Basen pływacki w Ollerup | Jacques Lambert Stadion w Versailles |
| Plan miasta               | Adolf Hensel Stadion w Norymberdze        | Jacques Lambert Stadion w Versailles              | Max Laeuger Park Miejski w Hamburgu  |

### Literatura
| Konkurencja       |                                            |                                                    |                                                               |
| ----------------- | ------------------------------------------ | -------------------------------------------------- | ------------------------------------------------------------- |
| Prace liryczne    | Kazimierz Wierzyński Laur Olimpijski       | Rudolf G. Binding Reitvorschrift für eine Geliebte | Johannes Weltzer Symphonia Heroica                            |
| Prace dramatyczne | −                                          | Lauro De Bosis Ikarus                              | −                                                             |
| Prace epiczne     | Ferenc Mező L'histoire des Jeux Olympiques | Ernst Weiß Boetius von Orlamünde                   | Carel Scharten & Margo Scharten-Antink De Nar uit de Maremmen |

### Muzyka
| Konkurencja      |   |   |                                          |
| ---------------- | - | - | ---------------------------------------- |
| Pieśń            | − | − | −                                        |
| Jeden instrument | − | − | −                                        |
| Orkiestra        | − | − | Rudolph Simonsen "Symphony No. 2 Hellas" |

### Malarstwo
| Konkurencja     |                                               |                                    |                                            |
| --------------- | --------------------------------------------- | ---------------------------------- | ------------------------------------------ |
| Malarstwo       | Isaac Israëls Cavalier Rouge                  | Laura Knight Boxeurs               | Walther Klemm Patinage                     |
| Rysownictwo     | Jean Jacoby Rugby                             | Alexandre Virot Gestes de Football | Władysław Skoczylas Plakaty (cykl akwarel) |
| Prace graficzne | William Nicholson Un Almanach de douze Sports | Carl Moos Plakaty                  | Max Feldbauer Mailcoach                    |

### Rzeźbiarstwo
| Konkurencja              |                         |                                                |                              |
| ------------------------ | ----------------------- | ---------------------------------------------- | ---------------------------- |
| Statuetki                | Paul Landowski "Boxeur" | Milo Martin "Athlète au repos"                 | Renée Sintenis "Footballeur" |
| Płaskorzeźby i medaliony | Edwin Grienauer Medale  | Chris van der Hoef Medale Igrzysk Olimpijskich | Edwin Scharff Plakaty        |

## Tabela medalowa zawodów artystycznych
| Poz.    | Państwo          |   |    |    | Łącznie |
| ------- | ---------------- | - | -- | -- | ------- |
| 1       | Holandia         | 2 | 1  | 1  | 4       |
| 2       | Rzesza Niemiecka | 1 | 2  | 5  | 8       |
| 3       | Francja          | 1 | 2  | 1  | 4       |
| 4       | Wielka Brytania  | 1 | 1  | 0  | 2       |
| 5       | Polska           | 1 | 0  | 1  | 2       |
| 6       | Austria          | 1 | 0  | 0  | 1       |
| 6       | Węgry            | 1 | 0  | 0  | 1       |
| 6       | Luksemburg       | 1 | 0  | 0  | 1       |
| 9       | Szwajcaria       | 0 | 2  | 0  | 2       |
| 10      | Dania            | 0 | 1  | 2  | 3       |
| 11      | Włochy           | 0 | 1  | 0  | 1       |
| Łącznie | Łącznie          | 9 | 10 | 10 | 29      |